# Brachiaria mutica
Brachiaria mutica é uma espécie de planta com flor pertencente à família Poaceae. 
A autoridade científica da espécie é (Forssk.) Stapf, tendo sido publicada em Flora of Tropical Africa 9: 526. 1919.

## Portugal
Trata-se de uma espécie presente no território português, nomeadamente no Arquipélago dos Açores e no  Arquipélago da Madeira.
Em termos de naturalidade é introduzida nas duas regiões atrás indicadas.

## Protecção
Não se encontra protegida por legislação portuguesa ou da Comunidade Europeia.